# Carpentaria
Zaljev Carpentaria je veliki plitki morski zaljev uz sjevernu obalu Australije. Na sjeveru je omeđen istočnim dijelom Arafurskog mora.
Nastao je prije otprilike 18.000 godina, nakon što je potopljen završetkom posljednjeg Velikog ledenog doba kada se svjetska razina mora podigla za oko 120 metara.

## Povijest
Obale zaljeva prvi su naselili australski Aboridžini. Prvi europski istraživač koji ga je oplovio bio je Nizozemac Willem Janszoon na svom proputovanju između 1605. i 1606. g. Njegov sunarodnjak Jan Carstenszoon posjetio ga je 1623. g. te ga je nazvao prema Pieteru de Carpentieru, tadašnjem generalnom guverneru Nizozemske Istočne Indije. Obale zaljeva istraživao je Abel Tasman 1644. g. te Matthew Flinders koji je i kartirao područje 1802. i 1803. g. 
Prvu kopnenu ekspediciju do zaljeva predvodili su Robert O'Hara Burke i William John Wills. U kolovozu 1860. krenuli su iz Melbournea te su stigli na ušće rijeke Bynoe u veljači 1861. g.

## Geografska obilježja
Zaljev je širok od oko 590 km na sjevernom do 675 km na južnom dijelu te je dugačak oko 700 km. Površina iznosi oko 300.000 km2 s prosječnom dubinom između 55 i 66 metara. Amplituda morskih mjena iznosi između 2 i 3 metra.
Obale zaljeva pretežno su ravne i niske. Na zapadu nalaze se regije Arnhemova zemlja i Top End u Sjevernom teritoriju te Groote Eylandt, najveći otok u zaljevu. Na istočnom dijelu, čije obale pripadaju Queenslandu, nalaze se poluotok Cape York te Torresov prolaz kojim je zaljev povezan s Koraljnim morem. 
Na području južno od zaljeva, znanom kao Gulf Country, nalazi se biljna zajednica tropske savane. Godišnje ima po jedno suho i jedno vlažno razdoblje, suho razdoblje traje od travnja do studenog, a vlažno od prosinca do ožujka. U ta tri mjeseca padne većina godišnje količine padalina, te niža područja često poplave. U zaljevu se prosječno pojavljuju tri tropska ciklona godišnje, u razdoblju od studenog do travnja.

## Koraljni grebeni
Zaljev je poznat po tome što se na njegovom dnu nalaze potopljene kolonije nekadašnjih koraljnih grebena. Istraživanja tijekom 2003. i 2005. godine utvrdila su da je njihova površina bila oko 300 km2,  te da su svoj vrhunac imali za vrijeme kasnog kvartara.

## Industrija
U zaljevu je razvijen komercijalni lov na škampe, te stočarstvo na obalnom području. Iz rudnika kod rijeke McArthur eksploatiraju se cink, olovo i srebro te se izvoze preko luke u gradu Karumba.